# Вільна думка
«Вільна думка» (англ. The Free Thought, с укр. — «Вольная мысль») — первый украинский журнал в Австралии. Начал выходить 10 июля 1949 года в Берри (штат Новый Южный Уэльс), с 1950 года издается в Сиднее. Основатель, владелец и редактор (более 40 лет) — журналист, общественный деятель Владимир Шумский (1922 г.р.). С 1990 года — редактор и руководитель «Вольной мысли» его сын Марк. Выходит еженедельно, за исключением небольшого промежутка времени, когда из-за трудностей издавался дважды в месяц. В 1960 году тираж составил 2,5 тыс. экз., Сейчас — 1,5 тыс.
С 1989 журнал высылается на Украину, где с 1994 года есть его постоянный представитель. В журнале в разное время работали Евгений Гаран (1926 г.р.), Роман Драган (1907—1998), И. Дурбак, А. Жуковский, Я. Кужель, Ярослав Масляк, Евгений-Юлий Пеленский, Ирина Пеленская, О. Питляр, Богдан Подолянко, О. Сиверский, М. Строкан, В. Ступницкий и другие.